# عبد الله بن محمد الربيش
عبد الله بن محمد الربيش (ولد في بريدة 22 أغسطس 1961م) أكاديمي سعودي، شغل منصب رئيس جامعة الإمام عبد الرحمن بن فيصل في المنطقة الشرقية من ديسمبر 2009م إلى يوليو 2024م. متزوج وأب لأربعة أبناء.

## المؤهلات العلمية
- بكالوريوس الطب والجراحة جامعة الملك فيصل ـــ الدمام 1406هـ أغسطس 1984م
- زمالة جامعة الملك فيصل في تخصص الأمراض الباطنية- الدمام 1990م
- زمالة المجلس العربي للتخصصات الطبية في تخصص الأمراض الباطنية 1991م
- الزمالة الكندية في تخصص الأمراض الصدرية جامعة ألبرتا 1994م.[4]

## السجل الوظيفي
- وكيل جامعة الملك فيصل- الدمام منذ 1428هـ (أبريل 2007).
- المشرف العام لـمستشفى الملك فهد الجامعي بالخبر منذ 1426هـ (2005).
- عميد كلية طب الأسنان جامعة الملك فيصل-الدمام 1426هـ - 1427هـ.
- عميد كلية الطب- جامعة الملك فيصل ـــ الدمام مارس 2004- مارس 2007م
- وكيل كلية الطب للدراسات العليا والبحث العلمي ـــ جامعة الملك فيصل ـــ الدمام ديسمبر2003 – مارس2004م.
- وكيل الكلية لشئون التدريب ـــ كلية العلوم الطبية التطبيقية ـــ جامعة الملك فيصل ـــ الدمام ديسمبر 2001- ديسمبر 2003م
- رئيس قـسم الأمراض الباطنية ـــ كلية الــطب ـــ جامعة الملك فيصل- الدمام يونيو 1999- يونيو 2001م.
- رئيس قسم الأمراض الباطنية بالإنابة كلية الطب ـــ جامعة الملك فيصل ـــ الدمام يونيو 2001- ديسمبر2001م.
- رئيس قسم العلاج التنفسي ـــ كلية العلوم الـطبية التـطبيقية ـــ جامعة الملك فيصل ـــ الدمام 1998- 2004م.
- رئيس قسم العلاج التنفسي ـــ مستشفـى الملك فهد الجامعي بالخبـر 1997- 2004م.
- منسق الدراسات العليا- قسم الأمراض الباطنية- كلية الطب- جامعة الملك فيصل- الدمام 1997- 2001م.
- زميل أول، قـسم طب الأمراض الصدرية ـــ جامعة ألبرتا ـــ أدمنتون ـــ كندا 1993- 1994م.
- رئيس الأطباء المقيمين ـــ قسم الأمراض الباطنية مستشفى الملك فهد الجامعي بالخبر 1988- 1990م
- في 30/12/1430 هـ أصدر الملك عبد الله بن عبد العزيز ذو الرقم أ/194 بتعيين الدكتور عبد الله بن محمد الربيش مديرا لجامعة الدمام بالمرتبة الممتازة.

## السجل المهني
1 - أستاذ مشارك قسم الأمراض الباطنية- كلية الطب جامعة الملك فيصل- الدمام منذ نوفمبر 2004م حتى الآن
2 - أستاذ مـساعد قسم الأمراض الباطنية كلية الطب- جامعة الملك فيصل- الدمام 1995م- 2004م
3 - استشـاري أمـراض باطنية/ أمراض صدرية قسم الأمراض الباطنية ـــ مستشفى الملك فهد الجامعي بالخبر
منذ 1995م حتى الآن
4 - أخصائي أمراض باطنية قسم الأمراض الباطنية- مستشفى الملك فهد الجامعي بالخبر
1990- 1992م
5 - زميل في طب الأمراض الصدرية
جامعة البرتا- ادمنتون-البرتا كندا 1992- 1994م
6 - زمـيل أول في طب الأمراض الصدرية
جامعة البرتا-ادمنتون-البرتا كندا 1993- 1994م
7 - رئيس الأطباء المقيمين قسم الأمراض الباطنية- مستشفى الملك فهد الجامعي بالخبر
1989- 1990م
8 - طبيب مقيم قسم الأمراض الباطنية- مستشفى الملك فهد الجامعي بالخبر
1986- 1990م
9 - طبيب امتياز مستشفى الملك فهد الجامعي بالخبر 1985- 1986م

## عضوية المجالس العلمية والإدارية
1 - عـضـو مجلـس جامعة الملك فيصل منذ 1425م حتى الآن
2 - نائب رئيس المجلس العلمي للأمراض الباطنية في الهيئة السعودية للتخصصات الصحية 1423هـ
3 - عضو مجلس إدارة سعود البابطين لأمراض وجراحة القلـب 1426هـ
4 - عضو مجلـس كـلية الطـب- مـدينة الملك عبد العزيز الطبية للحرس الوطني 1426هـ
5 - عضو مجلس كلية التمريـض 1427هـ

## عضوية اللجان العلمية والإدارية
1 - رئيس لجنة مكافحة العدوى- مستشفى الملك فهد الجامعي بالخبر 1997- 1998م
2 - رئيس اللجنة الطبية الصيدلية- مستشفى الملك فهد الجامعي بالخبر 1998- 1990م
3 - عضو لجنة مكافحة العدوى- مستشفى الملك فهد الجامعي بالخبر 1995- 1997م
4 - عضو اللجنة المركزية للإشراف على التدريب في المجلس العلمي للأمراض الباطنية لـ الهيئة السعودية للتخصصات الصحية-المنطقة الشرقية 1998- 1999-م
5 - المشرف على الهيئة السعودية للتخصصات الصحية ـــ فرع الـمنطقة الشرقية 1999- 2004م
6 - عضو اللجنة التنظيمية لندوة آخر المستجدات في طب الأمراض الباطنية ـــ كلية الطب ـــ جامعة الملك فيصل 1999م

## وصلات خارجية
- جامعة الدمام